# Inmotec
Inmotec es una empresa creada en 2007 por Oskar Gorría Soteras dedicada al diseño y construcción de motos de competición. Su primer y principal objetivo fue crear la primera moto de MotoGP española, objetivo que cumplió en el Gran Premio de España de 2012, carrera en la que la Inmotec se estrenó en el mundial pilotada por Iván Silva.
La empresa recibió en 2010 el premio Empresa Bandera 2009 del gobierno de Navarra.

## Competición

### MotoGP

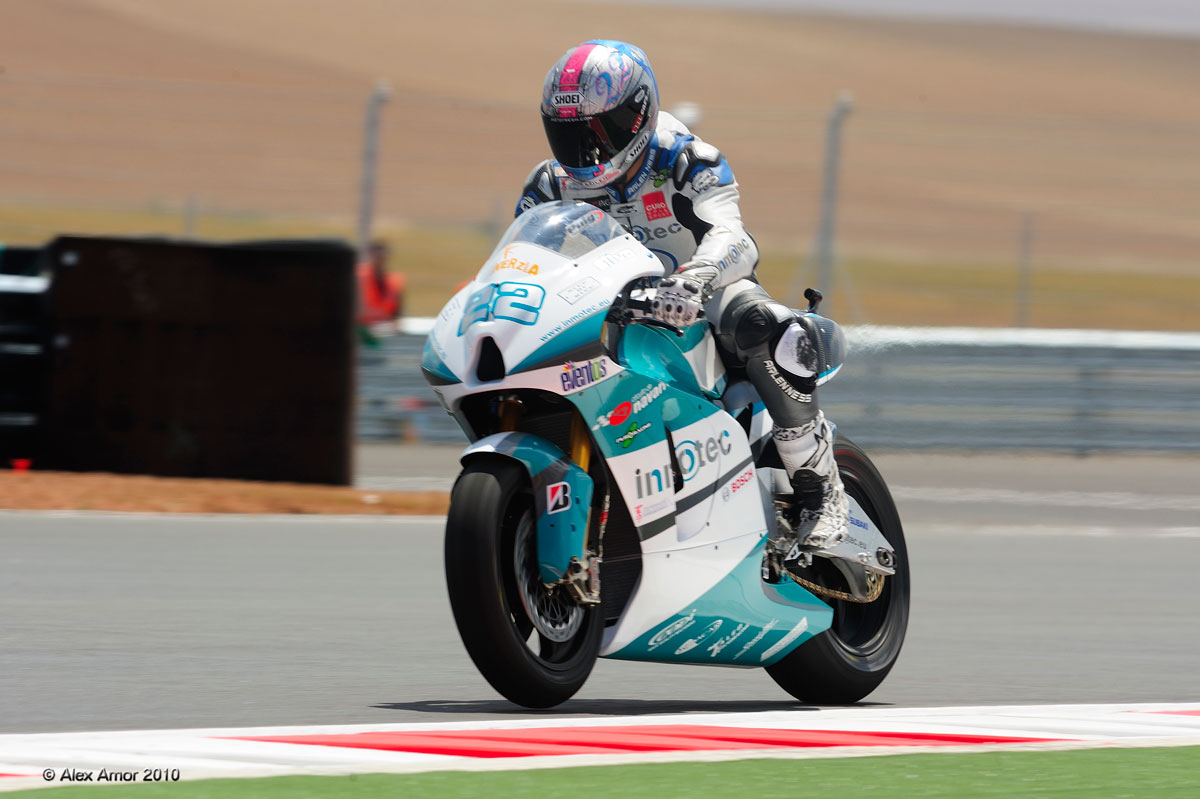
La Inmotec GPI-10 de MotoGP conducida por Iván Silva en la inauguración del Circuito de Navarra.

El primer modelo de Inmotec de una moto para el mundial de MotoGP es la Inmotec GPI10. La noticia de la construcción de la moto surgieron en 2009 y el primer prototipo se presentó el 6 de noviembre de 2009 pero no fue hasta el 19 de junio de 2010 que se pudo ver a la moto en pista en la inauguración del Circuito de Navarra a los mandos de Iván Silva.
Aunque el objetivo de Inmotec era participar en 5 pruebas del campeonato del mundo de 2010 y el campeonato completo en 2011 esto no fue posible debido a la falta de presupuesto.
En la temporada 2012, la GPI10 participó en los test de la pretemporada realizados en Valencia con el equipo BQR sorprendiendo con sus resultados, ya que fue la primera moto Claiming Rule Team (CRT) clasificada el primer día de test y la segunda el segundo día aunque finalmente BQR decidió no competir en el campeonato con ninguna Inmotec. Esta decisión cambió después de que Inmotec desarrollase un nuevo chasis de fibra de carbono con el que Iván Silva corrió en la carrera de Jerez (con el nombre oficial de BQR) terminando 15º y siendo la primera vez que una MotoGP española puntuaba en el mundial. En la última carrera del campeonato en Cheste Inmotec participó, por primera vez con el nombre oficial de Inmotec, con una moto pilotada por Claudio Corti que participó como wildcard después de que Inmotec consiguiese el suficiente dinero mediante una campaña de búsqueda de patrocinios en Internet.

### Moto2
En 2010 el equipo Inerzia-Inmotec participó en el Campeonato de España de Velocidad (CEV) con una Inmotec de Moto2 pilotada por Iván Silva quedando séptimo en la clasificación final del campeonato con varios cuartos puestos como mejor clasificación en carrera. Para la última carrera se unió al equipo el piloto Lucas Mahias.
Este mismo año, Inmotec consiguió el logro de haber fabricado el primer chasis de fibra de carbono de Moto2 que estrenó en la última carrera del CEV.
En 2011 varios pilotos corrieron en el CEV con una Inmotec; Manuel Tirado, Juillet Renaud y Lucas Mahias, quien en la última carrera del campeonato, celebrada en el circuito de Jerez con el asfalto mojado, consiguió la primera victoria para la Inmotec Moto2.

## Motocicletas de calle
Inmotec participa en la sociedad Ecomotion especializada en motocicletas eléctricas y cuya primera moto, la LEMev Stream, fue puesta a la venta a finales de 2011.